# Observatorio Steward
El Observatorio Steward (nombre original en inglés: Steward Observatory) está integrado en la rama de investigación del Departamento de Astronomía de la Universidad de Arizona (UA), Estados Unidos. Sus oficinas están ubicadas en el campus de la universidad en Tucson, Arizona (Estados Unidos). Fundado en 1916, el primer telescopio y el edificio se inauguraron formalmente el 23 de abril de 1923. Actualmente opera o es socio de telescopios en cinco lugares en la cima de una montaña en Arizona, uno en Nuevo México, uno en Hawái y uno en Chile.
Ha proporcionado instrumentos para tres observatorios espaciales diferentes y para numerosos observatorios terrestres. También posee una de las pocas instalaciones en el mundo que puede moldear y calcular los espejos primarios de gran tamaño utilizados en los telescopios construidos en la última década.

## Historia

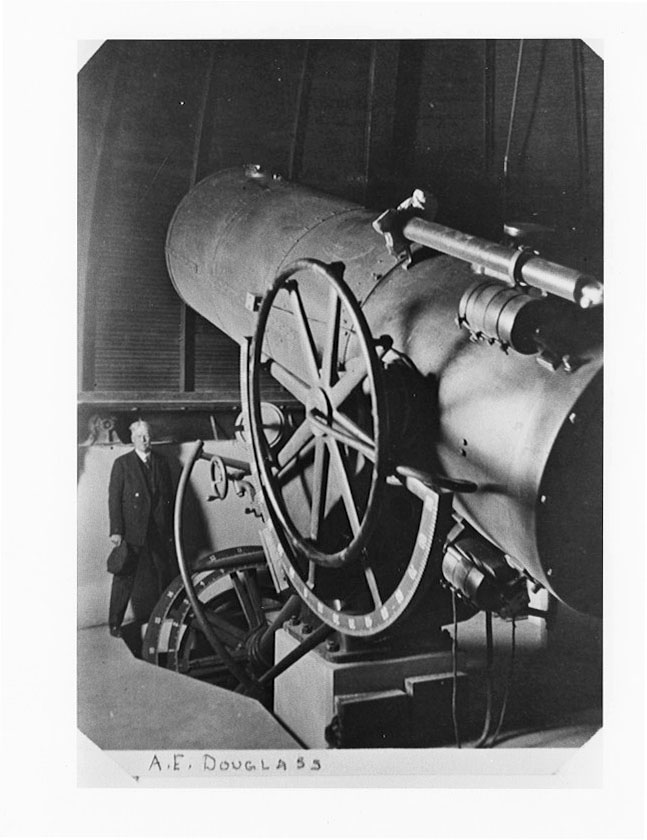
Telescopio de 36" en 1922 (trasladado a Kitt Peak en 1963)

El Observatorio Steward debe su existencia a los esfuerzos del astrónomo y dendrocronólogo estadounidense A. E. Douglass. En 1906, Douglass aceptó un puesto como Profesor Asistente de Física y Geografía en la Universidad de Arizona en Tucson. Casi inmediatamente después de su llegada a Tucson, organizó una serie de programas de investigación astronómica utilizando un telescopio refractor de 8 pulgadas prestado por el Observatorio del Harvard College y comenzó a buscar activamente fondos para construir un gran telescopio de investigación en Tucson. Durante los 10 años siguientes, todos sus esfuerzos para obtener fondos de la Universidad y las Legislaturas Territoriales de Arizona (y más tarde del Estado) terminaron en un fracaso. Durante este período ejerció en la Universidad de Arizona como Director del Departamento de Física y Astronomía, Presidente interino y, finalmente, Decano del Colegio de Letras, Artes y Ciencias.
Por fin, el 18 de octubre de 1916, el presidente de la Universidad, Rufus von KleinSmid, anunció que un donante anónimo le había dado a la Universidad 60.000 dólares "... para usarlos en la compra de un telescopio de gran tamaño". Más adelante se reveló que la donante era la Sra. Lavinia Steward de Oracle (Arizona), una viuda adinerada que tenía interés en la astronomía y el deseo de conmemorar a su difunto esposo, Henry Steward. Douglass hizo planes para usar los fondos donados por Steward para construir un telescopio reflector newtoniano de 36 pulgadas de diámetro. Se contrató a la Warner & Swasey Company de Cleveland para construir el telescopio, pero la entrada de los Estados Unidos en la Primera Guerra Mundial retrasó el contrato, ya que Warner & Swasey debía cumplir primero los contratos de guerra que tenían prioridad. La situación se retrasó aún más por el hecho de que hasta ese momento, la experiencia en la fabricación de espejos de grandes telescopios se concentraba en Europa, y la guerra hizo imposible contratar con una empresa europea. Así que Douglass tuvo que encontrar una compañía fabricante de vidrio estadounidense que estuviera dispuesta a desarrollar esta experiencia. Después de un par de piezas fundidas fallidas, Spencer Lens Co. de Búfalo (Nueva York) produjo finalmente un espejo de 36 pulgadas para el telescopio Steward.
El telescopio finalmente se instaló en el edificio del observatorio en julio de 1922, y el Observatorio Steward se inauguró oficialmente el 23 de abril de 1923. En su discurso inaugural, Douglass mencionó los obstáculos y las tribulaciones que tuvo que superar para establecer el observatorio, y a continuación dio la elocuente justificación para el esfuerzo científico siguiente:

Para concluir, deseo dejarles una visión más general. Esta instalación está destinada a la investigación científica. La investigación científica es una visión de una empresa a gran escala. Es el conocimiento obtenido antes de que sea necesario. El conocimiento es poder, pero no podemos decir qué hecho en el dominio del conocimiento es el que va a otorgar el poder y, por lo tanto, desarrollamos la idea del conocimiento por sí misma, confiando en que algún hecho o descubrimiento pagará el esfuerzo hecho en todos los demás. Creo que esta es la esencia de la educación donde quiera que dicha educación no sea estrictamente profesional. El estudiante aprende muchos conocimientos y adquiere mucho adiestramiento. Solo puede ver débilmente qué saber y qué habilidad le será de gran utilidad, pero una parte especial de su educación se enraizará en él y crecerá y pagará todo su propio esfuerzo y el que sus allegados le han dedicado. Lo mismo ocurre con las instituciones de investigación. En este Observatorio, espero, y lo espero sinceramente, que los límites del conocimiento humano avancen a lo largo de las líneas de la astronomía. La astronomía fue la primera ciencia desarrollada por nuestros antepasados primitivos hace miles de años porque medía el tiempo. Al realizar esa misma función, ha desempeñado un gran papel en la historia de la humanidad, y hoy nos está contando hechos, para siempre maravillosos, sobre el tamaño de nuestro universo; quizás mañana nos proporcionorá ayuda práctica para mostrarnos cómo predecir las condiciones climáticas en el futuro.

## Observatorios
El Observatorio Steward administra tres ubicaciones de observación diferentes en el sur de Arizona: el Observatorio Internacional del Monte Graham (MGIO), el Observatorio del Monte Lemmon y la Estación Astronómica Catalina en Mount Bigelow. También opera telescopios en dos observatorios importantes adicionales: el Observatorio Nacional de Kitt Peak (KPNO) y el Observatorio Fred Lawrence Whipple en Mount Hopkins. Steward ez jno de los socios del Sloan Digital Sky Survey-III, que se realiza en Nuevo México desde el Observatorio de Apache Point. También mantiene un observatorio estudiantil en Tumamoc Hill, unos 5 km al oeste del campus. El edificio original del observatorio en Tucson se usa solo para la divulgación pública y la educación general de pregrado.
El Radio Observatorio de Arizona, una instalación subsidiaria del Observatorio Steward, opera sendos radiotelescopios en Kitt Peak y en el Monte Graham.
Así mismo, participa en tres proyectos internacionales: es miembro de pleno derecho en el Telescopios Magallanes gemelo en Observatorio Las Campanas en el norte de Chile; y es miembro de dos proyectos planificados para la misma región, el Gran Telescopio para Rastreos Sinópticos y el Telescopio Gigante de Magallanes, un telescopio extremadamente grande de próxima generación. El laboratorio de espejos Richard F. Caris está fabricando y terminando los espejos para ambos telescopios, y también fabricó los dos espejos del Magallanes.

## Grupos de investigación
El laboratorio de espejos Richard F. Caris, ubicado bajo el lado este del Arizona Stadium, ha sido pionero en las nuevas técnicas de producción de grandes espejos, que incluyen espejos de nido de abeja ligeros de fundición por centrifugación en un horno rotativo, y pulido por tensión de giro. El laboratorio completó el segundo espejo para el gran telescopio binocular en septiembre de 2005. También realizó el espejo primario/terciario de 8,4 metros de diámetro para el Gran Telescopio para Rastreos Sinópticos, y comenzó a trabajar en dos de los siete espejos primarios fuera de eje para el Telescopio Gigante de Magallanes.
El Laboratorio de Detectores de Infrarrojos construyó el dispositivo NICMOS para el instrumental del telescopio espacial Hubble y el Fotómetro de Imagen Multibanda (MIPS) para el Telescopio espacial Spitzer. Para el telescopio espacial James Webb, construyó la cámara de infrarrojo cercano (NIRCam) y ayudó a construir el instrumento de infrarrojo medio (MIRI). Ambos instrumentos han sido entregados a la NASA; el lanzamiento está actualmente programado para marzo de 2021.
Otros grupos incluyen el Centro de Óptica Adaptativa Astronómica (CAAO), el Laboratorio de Tecnología de Imagen (ITL), el Laboratorio de Radioastronomía del Observatorio Steward, el Grupo Tierras en Otros Sistemas Solares (EOS), y el Laboratorio de Astroquímica/Espectroscopía.